# Шолакозек (Аксуський район)
Шолакозе́к (каз. Шолақөзек) — село у складі Аксуського району Жетисуської області Казахстану. Входить до складу Аксуський сільського округу.
У радянські часи село називалось Чолакозек.
Населення — 90 осіб (2021; 220 у 2009, 248 у 1999, 345 у 1989).